# 高樋憲
髙樋 憲（たかひ けん、1958年5月3日 - ）は、日本の政治家。青森県黒石市長（3期目）。元青森県議会議員（通算5期）。

## 来歴
日本大学生産工学部土木工学科卒業。1995年（平成7年）の青森県議会議員選挙で初当選。
1998年（平成10年）6月21日に行われた黒石市長選挙に出馬するも、同じく新人の鳴海広道に敗れ落選。
1999年（平成11年）の青森県議会議員選挙で県議に返り咲く。2011年（平成23年）に通算5回目の当選を果たす。県議時代は自由民主党に所属し、議長を務めた。
2014年（平成26年）6月15日告示、6月22日投票の黒石市長選挙に無投票で初当選した。7月18日、市長に就任。
2018年（平成30年）に無投票で再選し、2022年（令和4年）にも無投票で三選した。
2025年（令和7年）2月18日、2026年黑石市長選挙不出馬引退表明。